# Joazimar Stehb
Joazimar Sequeira Conceição, hay Joazimar Stehb (sinh ngày 26 tháng 1 năm 1991) là một cầu thủ bóng đá người Cabo Verde thi đấu cho Praiense.

## Sự nghiệp câu lạc bộ
Anh ra mắt chuyên nghiệp tại Giải bóng đá hạng nhất quốc gia Bồ Đào Nha cho Atlético CP vào ngày 8 tháng 8 năm 2015 trong trận đấu trước Freamunde.